# Presa de Kariba
La presa de Kariba  és una presa hidroelèctrica a la gorja de Kariba, a la conca del riu Zambezi, entre Zàmbia i Zimbàbue. És una de les preses més grosses del món. Té una alçada de 128 metres 579 metres de llarg. Aquesta presa d'arc de formigó de doble curvatura va ser construïda entre 1955 i 1959 per Impresit Kariba, un consorci d'empreses intalianes. La primera fase, consistent en la construcció de la caverna d'energia de Kariba Sud, va costar 135 milions de dòlars. La construcció final i l'afegit de la caverna d'energia de Kariba Nord per Mitchell Construction no es va acabar fins a 1977 per mor de problemes polítics. Va costar 480 milions de dòlars. 86 homes van perdre la vida durant la construcció.
La presa de Kariba produeix 1.266 MW d'electricitat i genera 6.400 GW·h (23 PJ) per any. El llac Kariba, l'embassament creat per la presa, s'estén al llarg de 280 quilòmetres i té una capacitat d'emmagatzematge de 180 km³.